# كينتوود (لويزيانا)
كينتوود (بالإنجليزية: Kentwood, Louisiana)، هي بلدة ريفية تقع في مقاطعة تانجيباها بولاية لويزيانا، الولايات المتحدة الأمريكية، بالقرب من حدود ولاية ميسيسيبي. بلغ عدد سكانها 2,198 نسمة حسب تعداد عام 2010. وتُعد جزءًا من منطقة هاموند الحضرية. تشتهر كينتوود بأنها مسقط رأس المغنية بريتني سبيرز.

## التركيبة السكانية
حدّد مكتب تعداد الولايات المتحدة بيانات التركيبة السكانية لكينتوود في تعداد الولايات المتحدة. في ما يلي، التركيبة السكانية حسب تعدادي 2000 و2010.

### تعداد عام 2000
بلغ عدد سكان كينتوود 2,205 نسمة بحسب تعداد عام 2000، وبلغ عدد الأسر 850 أسرة وعدد العائلات 559 عائلة مقيمة في البلدة. في حين سجلت الكثافة السكانية 119.7 نسمة لكل كيلومتر مربع (310.0/ميل2). وبلغ عدد الوحدات السكنية 979 وحدة بمتوسط كثافة قدره 53.1 لكل كيلومتر مربع (137.5/ميل2).
وتوزع التركيب العرقي للبلدة بنسبة 34.42% من البيض و64.85% من الأمريكيين الأفارقة و0.09% من الأمريكيين الأصليين و0.09% من الأمريكيين ذوي الأصول الآسيوية و0.14% من الأعراق الأخرى و0.41% من عرقين مختلطين أو أكثر و0.68% من الهسبانيون أو اللاتينيون من أي عرق.
بلغ عدد الأسر 850 أسرة كانت نسبة 38.9% منها لديها أطفال تحت سن الثامنة عشر تعيش معهم، وبلغت نسبة الأزواج القاطنين مع بعضهم البعض 32.6% من أصل المجموع الكلي للأسر، ونسبة 28.2% من الأسر كان لديها معيلات من الإناث دون وجود شريك، بينما كانت نسبة 4.9% من الأسر لديها معيلون من الذكور دون وجود شريكة وكانت نسبة 34.2% من غير العائلات. تألفت نسبة 29.9% من أصل جميع الأسر من عدة أفراد يعيشون في نفس المنزل ونسبة 15.8% كانت تتألف من شخص يعيش بمفرده يبلغ من العمر 65 عاماً أو أكثر. وبلغ متوسط حجم الأسرة المعيشية 2.59، أما متوسط حجم العائلات فبلغ 3.28.
بلغ العمر الوسطي للسكان 33.5 عاماً. وكانت نسبة 29.9% من القاطنين تحت سن الثامنة عشر، وكانت نسبة 11.5% بين الثامنة عشر والرابعة والعشرين عاماً، ونسبة 23.5% كانت واقعةً في الفئة العمرية ما بين الخامسة والعشرين والرابعة والأربعين عاماً، ونسبة 20.4% كانت ما بين الخامسة والأربعين والرابعة والستين، ونسبة 14.7% كانت ضمن فئة الخامسة والستين عاماً فما فوق. يوجد لكل 100 أنثى 80.1 ذكر، ويوجد لكل 100 أنثى في الثامنة عشر من عمرها فما فوق 73.7 ذكر.
بلغ متوسط دخل الأسرة في البلدة 17,297 دولارًا، أما متوسط دخل العائلة فبلغ 23,889 دولارًا. وكان متوسط دخل الذكور 25,583 دولارًا مقابل 15,200 دولارًا للإناث. وسجل دخل الفرد الخاص بالبلدة 11,171 دولارًا. وكانت نسبة 29.5% من العائلات ونسبة 37.6% من السكان تحت خط الفقر، وكان من هؤلاء نسبة 49.4% تحت سن الثامنة عشر ونسبة 32.5% في الخامسة والستين من العمر وما فوق.

### تعداد عام 2010
بلغ عدد سكان كينتوود 2,198 نسمة بحسب تعداد عام 2010، وبلغ عدد الأسر 827 أسرة وعدد العائلات 540 عائلة مقيمة في البلدة. في حين سجلت الكثافة السكانية 119.3 نسمة لكل كيلومتر مربع (309.0/ميل2). وبلغ عدد الوحدات السكنية 967 وحدة بمتوسط كثافة قدره 52.5 لكل كيلومتر مربع (136.0/ميل2).
وتوزع التركيب العرقي للبلدة بنسبة 26.98% من البيض و72.11% من الأمريكيين الأفارقة و0.14% من الأمريكيين الأصليين و0.32% من الأمريكيين ذوي الأصول الآسيوية و0.05% من الأعراق الأخرى و0.41% من عرقين مختلطين أو أكثر و0.91% من الهسبانيون أو اللاتينيون من أي عرق.
بلغ عدد الأسر 827 أسرة كانت نسبة 35.2% منها لديها أطفال تحت سن الثامنة عشر تعيش معهم، وبلغت نسبة الأزواج القاطنين مع بعضهم البعض 27.6% من أصل المجموع الكلي للأسر، ونسبة 32.2% من الأسر كان لديها معيلات من الإناث دون وجود شريك، بينما كانت نسبة 5.6% من الأسر لديها معيلون من الذكور دون وجود شريكة وكانت نسبة 34.7% من غير العائلات. تألفت نسبة 30.8% من أصل جميع الأسر من عدة أفراد يعيشون في نفس المنزل ونسبة 11.1% كانت تتألف من شخص يعيش بمفرده يبلغ من العمر 65 عاماً أو أكثر. وبلغ متوسط حجم الأسرة المعيشية 2.59، أما متوسط حجم العائلات فبلغ 3.24.
بلغ العمر الوسطي للسكان 37.1 عاماً. وكانت نسبة 26.8% من القاطنين تحت سن الثامنة عشر، وكانت نسبة 9.4% بين الثامنة عشر والرابعة والعشرين عاماً، ونسبة 21.4% كانت واقعةً في الفئة العمرية ما بين الخامسة والعشرين والرابعة والأربعين عاماً، ونسبة 28.9% كانت ما بين الخامسة والأربعين والرابعة والستين، ونسبة 13.5% كانت ضمن فئة الخامسة والستين عاماً فما فوق. وتوزع التركيب الجنسي للسكان بنسبة 45.8% ذكور و54.2% إناث.

## أعلام
- كلاي شو
- تايلور هورن
- آموس كينت
- ليتل بروذر مونتجومري